# Puente de los Mártires
El Puente de los Mártires (en francés: Pont des martyrs) se localiza en la ciudad de Bamako la capital de Malí, conecta las secciones más antiguas de la capital maliense a sus grandes suburbios en la orilla sur del río Níger. Uno de los dos puentes de carretera a través del Níger en Bamako, también se le conoce como el "Puente Viejo". Inaugurado en 1957, cuando Malí era una colonia francesa recibió el nombre de Puente de los Mártires después la independencia en 1961. El Puente de los Mártires conecta dos de las principales avenidas de la ciudad.